# Euphorbia orjeni
Euphorbia orjeni là một loài thực vật có hoa trong họ Đại kích. Loài này được Beck mô tả khoa học đầu tiên năm 1920.